# Kliff Kingsbury

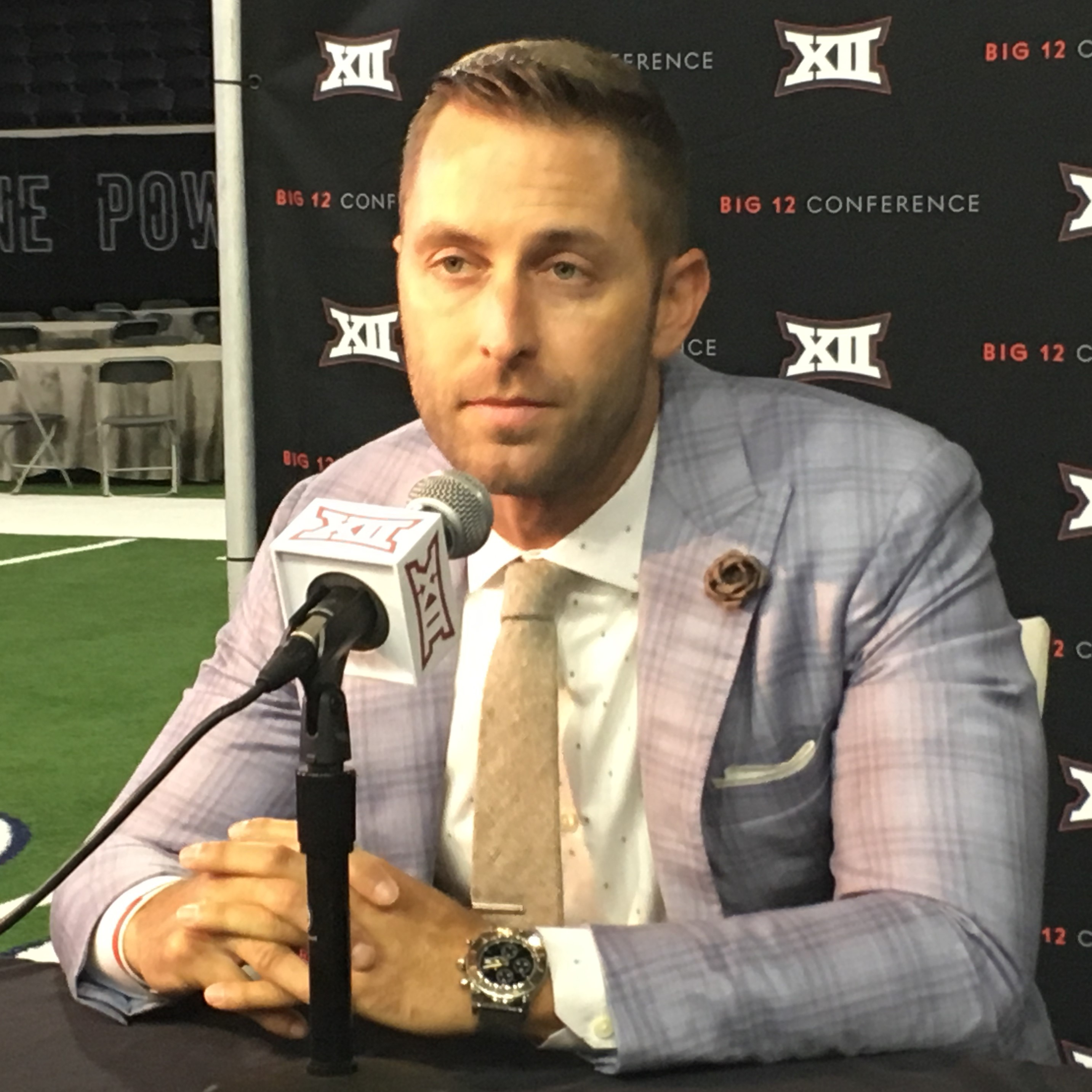
Kingsbury em 2017

Kliff Timothy Kingsbury (San Antonio, Texas, 9 de agosto de 1979) é um ex-jogador e treinador de futebol americano da National Football League (NFL). Durante sua carreira como jogador, Kingsbury conquistou vários recordes universitários na Texas Tech antes de ser draftado pelo New England Patriots em 2003, onde foi campeão do Super Bowl XXXVIII como reserva do quarterback Tom Brady. Foi dispensado no mesmo ano e ficou em times de reserva de várias equipes da NFL pelos próximos quatro anos. Em 2008, entrou para a equipe técnica da Universidade de Houston antes de voltar para Texas Tech para assumir a posição de treinador principal da equipe de futebol americano da universidade, exercendo esta função de 2013 a 2018. Em janeiro de 2019, o Arizona Cardinals da NFL o contrataram como seu técnico principal, ficando no time até 2022.
Atualmente é o coordenador ofensivo do Washington Commanders.